# سي توماس هاول
سي توماس هاول (بالإنجليزية: C. Thomas Howell)‏ مواليد 7 ديسمبر 1966 في فان نويس، كاليفورنيا، الولايات المتحدة، هو ممثل ومخرج أمريكي بدأ مسيرته الفنية سنة 1977.

## الأعمال

### أفلام
- إي تي (1982) (بدور: تايلر)
- ريد دان (1984) (بدور: روبرت موريس)
- هيدالغو (2004) (بدور: بريستون ويب)
- مغامرة بوسايدون (2005) (بدور: دوكتور ماثيو بالارد)
- الفطيرة الأمريكية: كتاب الحب (2009)
- الرجل العنكبوت المذهل (2012)

### مسلسلات
| السنة | العمل         | الدور       |
| ----- | ------------- | ----------- |
| 2004  | المقاطعة      |             |
| 2005  | إي آر         |             |
| 2006  | 24            |             |
| 2009  | عقول إجرامية  |             |
| 2010  | سايك          |             |
| 2012  | ريفلوشن       |             |
| 2012  | كاسل          | جون كامبل   |
| 2012  | لونغماير      | راي ستيوارت |
| 2012  | هاواي فايف أو |             |
| 2013  | أبناء الفوضى  |             |
| 2017  | راي دونوفان   |             |
| 2017  | منبوذ         | سيمون بارنز |

### ألعاب فيديو
- إنجاستس 2 (2017)

## روابط خارجية
- سي توماس هاول على موقع IMDb (الإنجليزية)
- سي توماس هاول على موقع ألو سيني (الفرنسية)
- سي توماس هاول على موقع ميوزك برينز (الإنجليزية)
- سي توماس هاول على موقع أول موفي (الإنجليزية)
- سي توماس هاول على موقع قاعدة بيانات الأفلام السويدية (السويدية)
- سي توماس هاول على موقع إن إن دي بي (الإنجليزية)
- سي توماس هاول على موقع قاعدة بيانات الفيلم (الإنجليزية)
- سي توماس هاول على موقع كينوبويسك (الروسية)